# Las Monjas (ganadería)
Las Monjas es una ganadería brava española, situada en el término municipal de Lora del Río (Sevilla)  y que está inscrita dentro de la Unión de Criadores de Toros de Lidia. Las reses de esta vacada pastan en las finca de "Las Monjas" y, actualmente, la línea genética de los toros tiene procedencia Domecq, línea Jandilla.
La ganadería adquirió su antigüedad, lidiando una corrida de toros completa en la Plaza de toros de Madrid, el 12 de octubre de 1882, que lidiaron Rafael Molina Lagartijo y Fernando Gómez El Gallo. Y, actualmente, los toros se lidian bajo divisa de color morado y negro, con señal orejisana en ambas.

## Historia de la ganadería
La ganadería de Las Monjas fue fundada durante la primera mitad del siglo XIX por parte de Andrés Sánchez de Terrones en campos de Salamanca, en el término municipal de Pedro Llen, siendo considerada como "una de las ganaderías más antiguas de la provincia". Sin embargo, la familia Sánchez de Terrones ya se dedicaba a la crianza del toro bravo desde mediados del siglo XVIII, cuando en 1747,  Manuel Sánchez, vendía diez toros para las fiestas de Salamanca.
Una de las primeras corridas documentadas de esta ganadería fue la que Andrés Sánchez mandó a la Plaza de toros de Salamanca el 12 de septiembre de 1842, donde compareció como actuante Julián Casas "El Salamanquino". En Pedro Llen siguieron criándose toros de la vacada de Terrones incluso después de la muerte del ganadero, en 1862, cuando el hierro y todas las reses pasan a manos de su hijo, Ildefonso Sánchez Tabernero, quien incorporó una punta de vacas y de sementales de otras ganaderías de bravo, como la de Gaviria y la de la viuda de López Navarro.
Con la muerte del ganadero, los toros pasaron a manos de la viuda de don Ildefonso, Carlota Sánchez, anunciándose la ganadería con este nombre hasta que sus hijos la dividieron; quedando el hierro, la divisa y la señal en manos de Juan Sánchez de Terrones, quien luego refrescaría la sangre de sus toros con reses andaluzas, procedentes de los hierros del marqués de Cúllar de Baza y de un semental de Murube.
A la muerte de Juan Sánchez, la ganadería pasó a manos de su viuda y, más tarde, a su hijo Santiago. Por este entonces, la ganadería ya había adquirido la mitad de la ganadería de Contreras (Murube), con una compra de toros y vacas que realizó en 1920. En 1931, al inicio de la II República española, la ganadería pasaba a manos de las hijas del ganadero, Carlota y María Sánchez Muriel, quienes para este entonces ya disponían del hierro actual de la doble ese ("SS").
Las conocidas como 'Señoritas de Terrones' mantuvieron unida la ganadería para, más tarde, dividirla y lidiar por separado. María Sánchez Muriel lidiaba, con la divisa actual (morada y negra) en la Plaza de toros de Madrid el 28 de mayo de 1932. No debió ser el festejo soñado puesto que uno de sus toros terminó siendo condenado a banderillas negras y otro de ellos fue devuelto.
En 1975, la ganadería era adquirida por los hermanos Martínez Uranga, conocidos en el mundo taurino como los Choperita, como también el segundo hierro familiar, de Carlota Sánchez, reunificando nuevamente la vacada. Sin embargo, los nuevos propietarios pasaron a eliminar toda la procedencia anterior de Murube y e incorporaron, en 1979, lotes de vacas y sementales del hierro de Carlos Urquijo de Federico. La familia Chopera mantendría la ganadería hasta 1989 cuando la adquiere José Pocoví y quien dispondría del hierro apenas unos años, ya que se desprende de la ganadería en favor de la nueva propietaria, Ana Melcón Gutiérrez, que pasó a denominarla y a lidiar como "Pablo Vázquez", y quien incorpora toros y vacas de origen Jandilla, de encaste Domecq.
El alcalde de Morón de la Frontera, Manuel Morilla Ramos, se hacía con la ganadería de Pablo Vázquez en 1996 quien se hará cargo del hierro hasta su venta en 2002. Al ganadero se le deberá el traslado de las reses hasta la finca de "Las Monjas", en Lora del Río (Sevilla). De aquí tomará el actual nombre del hierro, después de haber asumido las riendas de la empresa Manuel Morilla, quien seguirá apostando por la línea de Jandilla como sustento genético de la vacada.

### Características
En la actualidad, los toros de la ganadería de Las Monjas tienen un origen genético basado en el de los toros del encaste Domecq. Por esta razón, y según la legislación española vigente, a nivel zoomorfo dispone de las siguientes características:
- Elipométricos y eumétricos, más bien brevilíneos con perfiles rectos o subconvexos.
- Bajos de agujas, finos de piel y de proporciones armónicas. Bien encornados, con desarrollo medio, y astifinos, pudiendo presentar encornaduras en gancho.
- Cuello largo y descolgado, morrillo bien desarrollado y la papada tiene un grado de desarrollo discreto. La línea dorso-lumbar es recta o ligeramente ensillada. La grupa es, con frecuencia, angulosa y poco desarrollada y las extremidades cortas, sobre todo las manos, de radios óseos finos.
- Pintas negras, coloradas, castañas, tostadas y, ocasionalmente, jaboneras y ensabanadas, estas últimas por influencia de la casta Vazqueña. Entre los accidentales destaca la presencia del listón, chorreado, jirón, salpicado, burraco, gargantillo, ojo de perdiz, bociblanco y albardado, entre otros. En la línea de Osborne son muy peculiares las pintas ensabanadas, con accidentales característicos como el mosqueado, botinero, bocinegro, etc.

### Toros célebres
- Carbonero, lidiado en la Plaza de toros de Salamanca el 12 de septiembre de 1882, por Manuel García El Espartero, del que se dice fue "extraordinariamente bravo y poderoso, tomó once varas, mató tres caballos y dio seis caídas formidables".[11]
- Boticario, lidiado en la Plaza de toros Ciudad Rodrigo, lidiado por Luis Mazzantini, recibió 18 puyazos y despenó siete caballos.[3]
- Logrero, lidiado en quinto lugar el 23 de febrero de 1912, en la Plaza de toros de Madrid, y que tomó 9 varas y mató cinco caballos, siendo luego aplaudido en el arrastre.[12]
- Calesero, lidiado en tercer lugar el 23 de febrero de 1912, en la Plaza de toros de Madrid, que tuvo que ser coleado para poder sacarlo de la suerte de varas.[12]
- Degusto, número 19, negro mulato, lidiado en la Plaza de toros de Huesca por Salvador Vega, el 13 de agosto de 2006; siendo premiado con la vuelta en el arrastre.[13]
- Carmentello, la hija de paco delgado y de carmen que era muy devota.

## Premios
- 2019: Premio "Toro más bravo de la Feria", entregado por el diario digital Cargando la suerte de Carrión de Calatrava (Ciudad Real), por el toro Zaque, lidiado el 19 de agosto de 2019 por el diestro Juan Leal.[14]